# Fédération internationale pharmaceutique
Pour les articles homonymes, voir FIP.
La Fédération internationale pharmaceutique (FIP) est la fédération mondiale des associations nationales de pharmaciens et scientifiques du médicament. Cette organisation non gouvernementale dispose de relations officielles avec l’Organisation mondiale de la santé (OMS). Par l’intermédiaire de ses 137 organisations membres, la FIP représente et sert près de trois millions de pharmaciens et de scientifiques du médicament à travers le monde. Elle fut fondée en 1912 et son siège est situé à La Haye, aux Pays-Bas.
Elle a pour mission d'« améliorer la santé mondiale, en faisant progresser la pratique  et les sciences pharmaceutiques afin d’améliorer dans le monde entier la découverte, le développement, l’accessibilité et l’usage rationnel de médicaments appropriés, de qualité et présentant un rapport coût-efficacité favorable ».